# Пфеніг

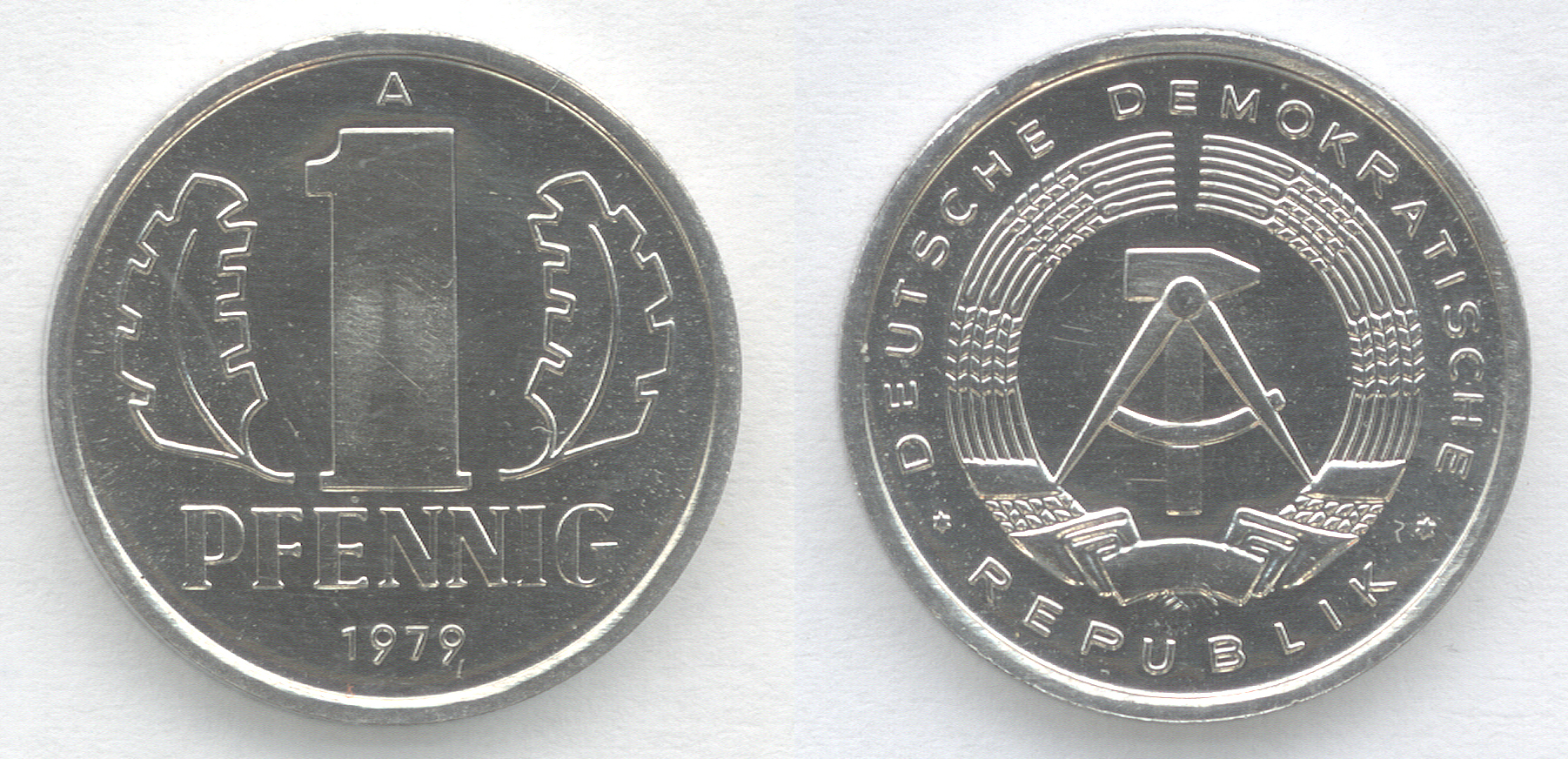
Монета в 1 пфеніг НДР 1979 року викарбування.

50 пфенігів 1900 року, Німецька імперія.

Пфе́ніг (нім. Pfennig, скор. нім.: Pf, Pf., Pfg., знак — ₰.) — розмінна монета, що перебувала в обігу від часів Карла Великого аж до запровадження Євро як готівкової валюти в Німеччині у 2002 році. Впродовж століть була найменшою розмінною монетою.
Слово «пфеніг» має спільне коріння з англійським пенні, скандинавським пенінгом, польськими фенігом та пенязем, також з феннінгом Боснії та Герцеговини.

## Цікаві факти
- Німці використовували монетку вартістю в 1 пфеніг для перевірки якості пива. Монету клали на пивну піну і якщо монета не тонула, значить пиво було «правильне».

## Пфенінги ФРН
Після закінчення Другої світової війни і окупації Німеччини військами чотирьох країн (США, Велика Британія, СРСР і Франція) виник ряд складнощів із забезпеченням нормального грошового обігу. У французькій зоні окупації навіть видрукували в 1947 році паперові 5, 10 і 50 пфенігів для обороту в області випуску (окремо для Бадена, Вюртемберг-Гогенцоллерна і Рейнланд-Пфальца). Розбіжності між СРСР і колишніми союзниками не сприяли його нормалізації. На відміну від радянської зони окупації, на західних німецьких землях продовжувала функціонувати банківська система. У нацистській Німеччині її центри управління знаходились у Берліні. У післявоєнних умовах Берлін не міг виконувати функцію фінансової столиці країни, що вимагало докорінної реорганізації всього сектора економіки. Протиріччя з СРСР унеможливлювали грошову реформу для всієї Німеччини. При цьому, як в радянській зоні, так і в Тризонії продовжували циркулювати рентні і рейхсмарки. Потай від СРСР і населення була розроблена сепаратна грошова реформа. Восени 1947 року в Нью-Йорку і Вашингтоні надрукували банкноти, які доставили в 23 тисячах коробок в Бремерхафен. 18 червня 1948 року оголосили, що з 20 числа вводиться нова грошова одиниця — німецька марка. Одній людині дозволяли обміняти 60 старих марок на нові за курсом 1 до 1. З них 40 марок видавали відразу, а 20 протягом наступних 2 місяців. З введенням нової валюти виникла необхідність карбування розмінних монет. Випуск нових пфенігів налагодили на монетних дворах Мюнхена, Штутгарта, Карлсруе і Гамбурга. На момент введення німецької марки держави Федеративна Республіка Німеччина офіційно ще не існувало. На пфенігах перших випусків вказували "BANK DEUTSCHER Länder" (Банк німецьких земель). Тільки з 1950 року стали карбувати монети з написом «BUNDESREPUBLIK DEUTSCHLAND». Нові пфеніги на одній стороні містили позначення номіналу, на іншій — гілка з дубовим листям. Особливий дизайн має монета в 50 пфенігів. Жінка на колінах садить дубовий паросток, що символізує відновлення Німеччини після руйнівної Другої світової війни. Моделлю стала дружина скульптора і творця дизайну монети Герда Вернер. У 1967 році розробили паперові 5, 10 і 50 пфенігів, проте в реальний обіг вони не надійшли. У 1990 році, після об'єднання, пфеніги ФРН не зазнали жодних змін. Їх стали також карбувати на Берлінському монетному дворі. Припинення випуску пфенігів з 2002 року пов'язане з введенням євро. Бундесбанк не встановив жодних тимчасових і кількісних обмежень щодо обміну банкнот і монет на Євро.
| Реверс                    | Аверс | Номінал      | Діаметр, мм | Масса, г | Гурт       | Метал             | Роки чеканки                                 | Тираж                 |
| ------------------------- | ----- | ------------ | ----------- | -------- | ---------- | ----------------- | -------------------------------------------- | --------------------- |
| Перша серія пфенінгів ФРН |       |              |             |          |            |                   |                                              |                       |
|                           |       | 1 пфенінг    | 17          | 0,75     | гладкий    | 97 % Al, 3 % Mg   | 1948—1950                                    | Всього — 55 200 000   |
|                           |       | 5 пфенінгів  | 19          | 1,1      | гладкий    | 97 % Al, 3 % Mg   | 1948—1950                                    | 205 072 430           |
|                           |       | 10 пфенінгів | 21          | 1,5      | гладкий    | 97 % Al, 3 % Mg   | 1948—1950                                    | Всього— 232 537 385   |
|                           |       | 50 пфенінгів | 20          | 3,3      | арабески   | Алюмініева бронза | 1950                                         | 67 703 405            |
| Друга серія пфенінгів ФРН |       |              |             |          |            |                   |                                              |                       |
|                           |       | 1 пфенінг    | 17          | 0,75     | гладкий    | 97 % Al, 3 % Mg   | 1952, 1953                                   | Всого — 511 386 659   |
|                           |       | 5 пфенінгів  | 19          | 1,1      | гладкий    | 97 % Al, 3 % Mg   | 1952, 1953                                   | Всого — 207 079 891   |
|                           |       | 10 пфенінгів | 21          | 1,5      | гладкий    | 97 % Al, 3 % Mg   | 1952, 1953                                   | Всого — 122 035 469   |
| Третя серія пфенінгів ФРН |       |              |             |          |            |                   |                                              |                       |
|                           |       | 1 пфенінг    | 17          | 0,75     | гладкий    | 97 % Al, 3 % Mg   | 1960—1965, 1968, 1972, 1973, 1975, 1977—1990 | Всого — 3 077 947 313 |
|                           |       | 5 пфенінгів  | 19          | 1,1      | гладкий    | 97 % Al, 3 % Mg   | 1968, 1972, 1975, 1978—1990                  | Всого — 785 183 130   |
|                           |       | 10 пфенінгів | 21          | 1,5      | гладкий    | 97 % Al, 3 % Mg   | 1963, 1965, 1967, 1968, 1970—1973, 1978—1990 | Всого — 765 345 278   |
|                           |       | 20 пфенінгів | 22,2        | 5,4      | гладкий    | 63 % Cu, 37 % Zn  | 1969, 1971—1974, 1979—1990                   | Всого — 289 124 008   |
|                           |       | 50 пфенінгів | 23          | 2        | 78 насічок | 97 % Al, 3 % Mg   | 1958, 1968, 1971—1973, 1979—1990             | Всого — 268 425 165   |

## Пфенінги НДР
Після поразки нацистської Німеччини у Другій світовій війні Німеччина була окупована військами СРСР, США, Великої Британії та Франції. Спочатку представники країн-союзників домовилися про випуск марки Союзного військового командування. Раніше циркулювали в країні рентні і рейхсмарки, а також пфеніги зберігали статус законного платіжного засобу. У червні 1948 року в Тризонії, без узгодження з СРСР, була проведена сепаратна грошова реформа. У п'ятницю, 18 червня, було оголошено, що після 20-го числа всі знаходяться в обороті марки стають недійсними. Людям дозволялося обміняти 40 марок на нові "німецькі марки" . Радянська військова адміністрація в Німеччині зіткнулася з проблемою знецінених грошових знаків, що хлинули із західних областей, які зберігали свою купівельну спроможність на підконтрольних їй територіях. Вона була змушена провести власну реформу грошового обігу. 23 червня 1948 року було оголошено про введення «німецької марки німецького емісійного банку» (нім. Deutsche Mark der Deutschen Notenbank). З 24 по 26 червня, протягом трьох днів, населенню дозволили поміняти 70 старих марок на людину за курсом 1:1. Великі суми обмінювали за курсом 10: 1. Обмін полягав не у видачі нових банкнот, яких на той момент ще не існувало, а в наклеюванні спеціальних знаків на старі. До об'єднання двох частин Німеччини в єдину державу в її східній частині випустили три серії монет з позначенням номіналу в пфенігах. Перша датована 1948-1950 роками. Початок карбування серії відбувався в умовах окупації, у зв'язку з чим на них відсутня державна символіка. Ці монети демонетизували 1 січня 1971 року. Друга серія датована 1952 і 1953 роками. Її випуск виробляли до затвердження офіційного герба. З 1958 року з'явилися пфеніги з офіційним гербом і написом «DEUTSCHE DEMOKRATISCHE REPUBLIK». Після об'єднання Німеччини в 1990 році гроші НДР стали вилучати з обігу. 1 липня 1991 року монети з позначенням номіналу в пфенігах втратили статус законного платіжного засобу.